# Retardante de chamas
Retardante de chamas ou retardador de chama é uma substância química utilizada com o intuito de retardar ou, se possível, eliminar a propagação de chamas em um material. Os aditivos anti-chama aumentam o tempo em que um material polimérico leva para iniciar seu processo de combustão, uma vez que tornam o processo da propagação de calor entre os compostos muito mais lento. As substâncias químicas empregadas nesses aditivos têm alto calor especifico, ou seja, precisam de muito calor para aumentar sua temperatura e, por isso, ajudam a retardar ou impedem a  combustão.
Retardadores de chama são comumente usados em combate a incêndios. A água é o retardante de chama mais utilizado, mas a expressão normalmente se refere aos retardadores químicos, incluindo espumas contra incêndios e géis retardadores de chama. Também pode se referir a um revestimento sobre um objeto, como um retardador em spray para impedir a queima de árvores de Natal.
Anualmente, incêndios domésticos danificam cerca de 400 mil casas e causam  pouco menos de 7 bilhões de dólares americanos em prejuízos diretos nos Estados Unidos.
O uso de aditivos anti-chama em polímeros, por exemplo, torna-se indispensável quando uma peça está exposta a temperaturas elevadas, uma vez que a flamabilidade de certos materiais pode ocasionar graves incêndios. A utilização dessas substância proporciona ao material um leque de aplicações, como por exemplo, no ramo automobilístico, aeroespacial, construção civil, entre outros.

## Aditivos halogenados e não halogenados
Grande parte dos materiais poliméricos têm seu processo de combustão muito rápido. Para retardar esse processo, a indústria adiciona compostos químicos retardadores de queima. Normalmente são substancias com moléculas halogenadas que contêm elementos altamente reativos, como o cloro e o bromo.
Esses dois elementos químicos são muito eficientes, porém, quando liberados no ambiente, causam grande impacto ambiental e danos à saúde humana. Em muitos países, os retardantes a base de compostos halogenados foram proibidos por determinações governamentais.
Os principais aditivos halogenados são bromados e clorados, sendo o mais utilizado pela indústria o óxido de decabromodifenila.

## Aditivos fosforados
Os retardantes fosforados têm sua forma de atuação diferente dos aditivos halogenados. Os aditivos com base de fósforo sofrem desidratação, em um processo que resulta na formação de uma camada carbônica na superfície do polímero, impedindo que as chamas levem o material à combustão. Nesse processo é formado o ácido fosfórico (H3PO4) e um ácido fraco; portanto, não ocorrem maiores efeitos de corrosão ou toxicidade.
Esses retardantes fosfatados são utilizados, por exemplo, em placas de isolamento termoacústico, na construção civil; como proteção de tubulações na indústria petroquímica, e em processos de dublagem a fogo na indústria automotiva. Além disso, eles podem ser utilizados em peças de computadores, peças de carregadores de celular, carcaças de televisores, entre outros aparelhos sujeitos a exposição ao calor gerado pelo próprio funcionamento da máquina.

## Uniformes retardantes a chamas
É determinado pelas Leis do Trabalho (CLT) e pela NR10 a obrigatoriedade do uso do uniforme retardante a chamas para todos os profissionais que lidam com atividades que podem ser inflamáveis. O NR10 é produzido com camadas de tecido retardante a chamas, o chamado FR, que significa Fire Retardant. Essa é uma espécie de tecido revestida com fios de poliamida. 